# 米德爾鎮區 (阿肯色州富蘭克林縣)
米德爾鎮區（英語：Middle Township）是位於美國阿肯色州富蘭克林縣的一個行政鎮區。

## 地方資料
米德爾鎮區的面積為62.91平方千米，當中陸地面積為59.51平方千米，而水域面積為3.40平方千米。根據2010年美國人口普查的數據，當地共有人口1144人，而人口密度為每平方千米18.18人。